# Berny-Rivière
Berny-Rivière ist eine französische Gemeinde mit 633 Einwohnern (Stand 1. Januar 2022) im Département Aisne in der Region Hauts-de-France; sie gehört zum Arrondissement Soissons und zum Kanton Vic-sur-Aisne.

## Geographie
Die Gemeinde Berny-Rivière liegt 15 Kilometer westnordwestlich der Innenstadt von Soissons an der Aisne. An der westlichen Gemeindegrenze verläuft ihr späterer Zufluss Hozien. Nachbargemeinden von Berny-Rivière sind Saint-Christophe-à-Berry im Norden, Nouvron-Vingré im Nordosten, Fontenoy im Osten, Ressons-le-Long im Süden sowie Vic-sur-Aisne im Westen.

## Geschichte
Berny entstand aus der merowingischen Villa „Brannacum“, die von den Karolingern übernommen wurde. König Chlothar I. besuchte den Ort 561, dem Jahr seines Todes. Für seinen Sohn Chilperich I. war Berny sogar einige Jahre, zwischen 575 und 580, eine der am häufigsten aufgesuchten Residenzen. In diesem Jahr 580 musste der Bischof Gregor von Tours auf einer Synode in Berny Rede und Antwort stehen. Anderthalb Jahrhunderte später war es wiederum Berny, das als Residenz für den letzten Merowingerkönig Childerich III. ausgesucht wurde (743). Ihren letzten Auftritt hatte die Villa nach dem Dynastiewechsel, als Pippin der Jüngere im Jahr 754 hier die Zustimmung des fränkischen Adels zu einem Feldzug gegen die Langobarden einholte, um den der bedrängte Papst Stephan II. ihn gebeten hatte.

### Bevölkerungsentwicklung
| Jahr                       | 1962 | 1968 | 1975 | 1982 | 1990 | 1999 | 2011 | 2021 |
| Einwohner                  | 415  | 439  | 446  | 480  | 528  | 582  | 622  | 641  |
| Quellen: Cassini und INSEE |      |      |      |      |      |      |      |      |

## Sehenswürdigkeiten
- Kirche Saint-Martin aus dem 12. Jahrhundert, Monument historique[1]
- zum Hofe gehörenden Steinbrüche L’Infirmerie und Premier-Zouave, die im Ersten Weltkrieg als Quartier der französischen Armee dienten; dort angefertigte Soldatenskulpturen wurden aufgrund ihres historischen und künstlerischen Wertes erhalten (Monument historique)[2]
- Kapelle im Steinbruch Chapeaumont, Monument historique[3]

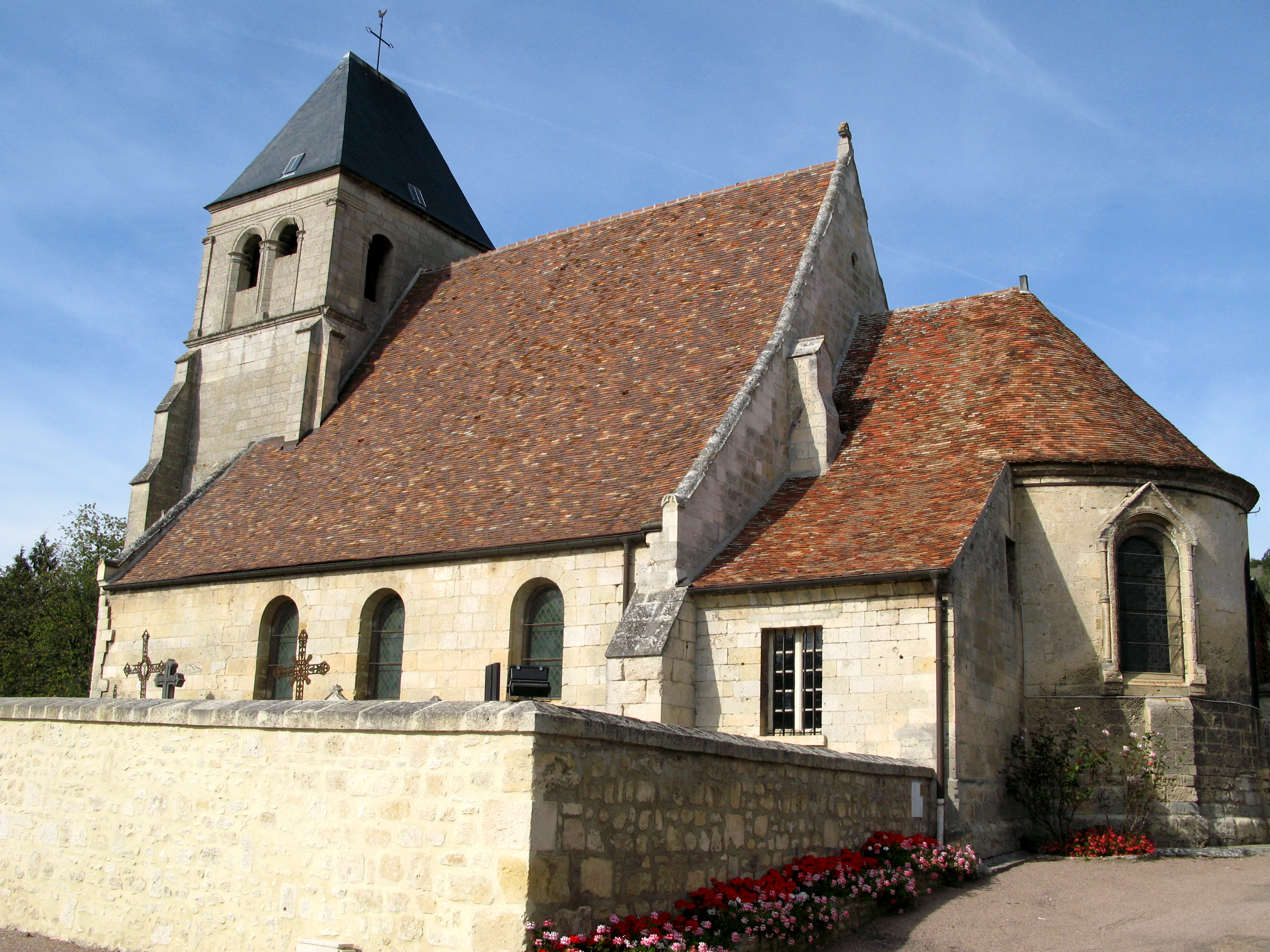
Kirche St. Martin
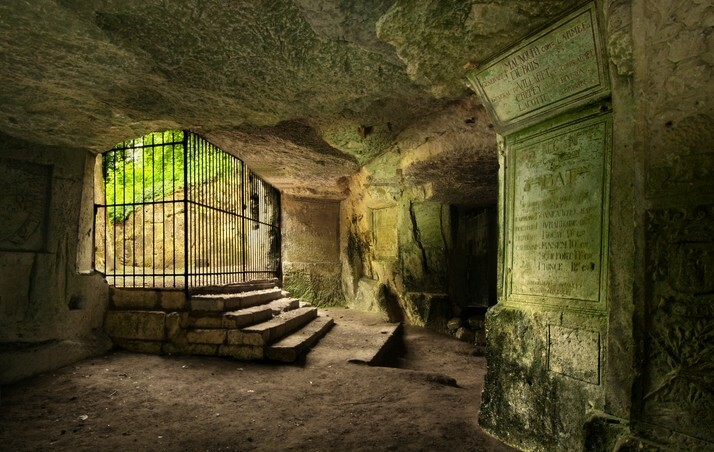
Historischer Steinbruch Premier-Zouave
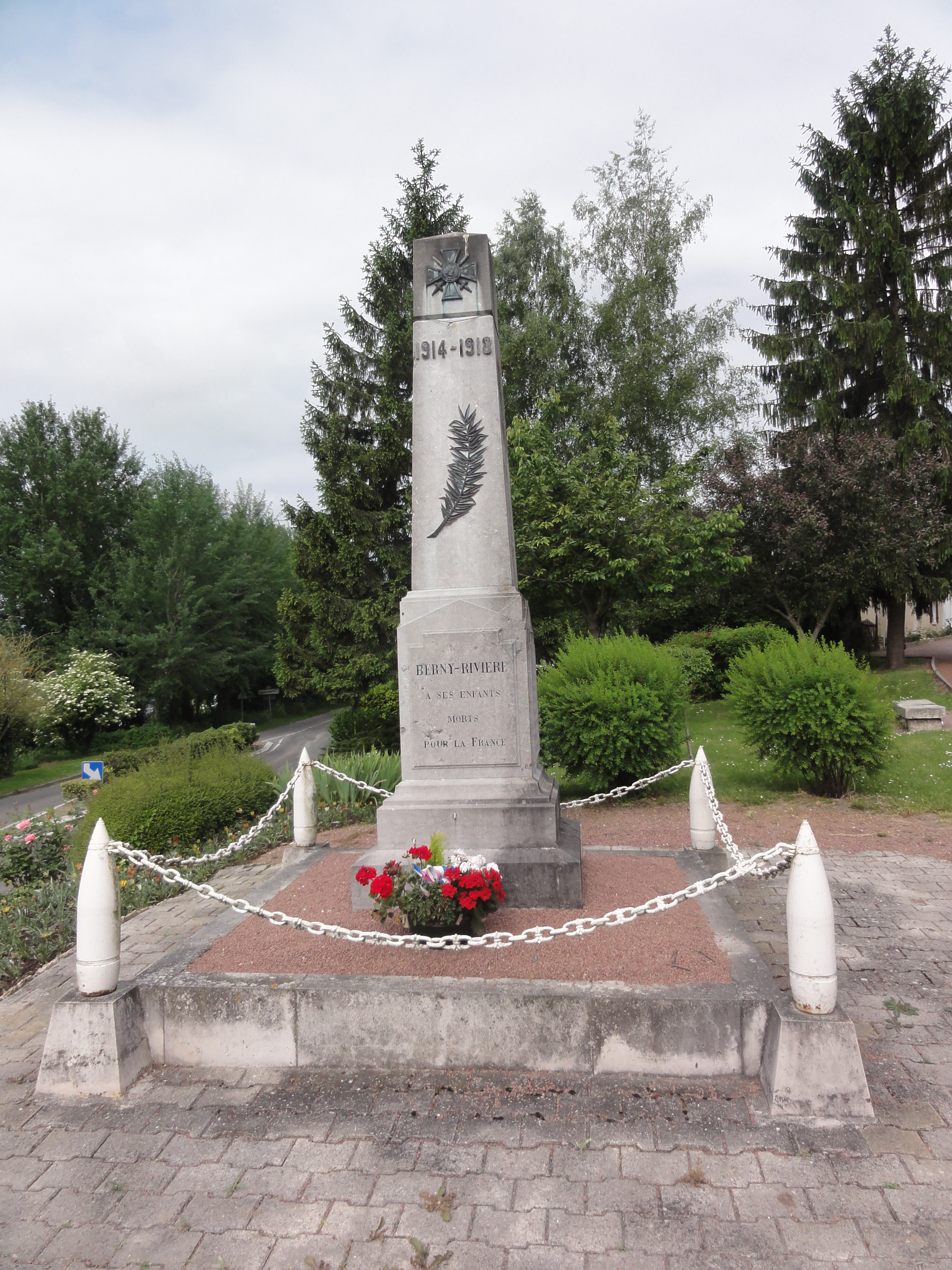
Gefallenendenkmal